# بير إنغبرتسن
بير إنغبرتسن (بالنرويجية البوكمول: Per Engebretsen)‏ هو موظف مدني نرويجي، ولد في 16 أكتوبر 1946، وتوفي في 18 أغسطس 2014.